# Marcus Cousin
Marcus Lynn Cousin (né le 18 décembre 1986 à Baltimore, Maryland) est un basketteur américain évoluant en NBA au poste de pivot et d'ailier fort.